# Gare de Mabashi
La gare de Mabashi (馬橋駅, Mabashi-eki) est une gare ferroviaire située à Matsudo, dans la préfecture de Chiba au Japon. Elle est exploitée par la East Japan Railway Company (JR East) et la compagnie privée Ryutetsu.

## Situation ferroviaire
La gare de Mabashi est située au point kilométrique (PK) 19,1 de la ligne Jōban et marque le début de la ligne Nagareyama.

## Histoire
La gare de Mabashi a été inaugurée le 6 août 1898.

## Service des voyageurs

### Accueil
La gare dispose d'un bâtiment voyageurs, avec guichets, ouvert tous les jours.

### Desserte

#### JR East
- Ligne Jōban (local) :
  - voie 1 : direction Shin-Matsudo, Abiko et Toride
  - voie 2 : direction Ayase (interconnexion avec la ligne Chiyoda pour Yoyogi-Uehara)

#### Ryutetsu
- Ligne Nagareyama :
  - voies 1 et 2 : direction Nagareyama